# Dirphia spitzi
Dirphia spitzi är en fjärilsart som beskrevs av Lemaire 1971. Dirphia spitzi ingår i släktet Dirphia och familjen påfågelsspinnare. Inga underarter finns listade i Catalogue of Life.